# ФК Рајндорф Алтах
ФК Рајндорф Алтах је аустријски фудбалски клуб из Алтаха, Аустрија, који се такмичи у Бундеслиги Аустрије. Клуб је основан 1929. године.

## Спољажње везе
- Званичан сајт